# Mesorregión del Norte Maranhense
La mesorregión del Norte Maranhense es una de las cinco mesorregiones del estado brasileño del Maranhão. Es formada por la unión de sesenta municipios agrupados en seis microrregiones.

## Microrregiones
- Aglomeración Urbana de São Luís
- Baixada Maranhense
- Itapecuru Mirim
- Lençóis Maranhenses
- Litoral Occidental Maranhense
- Rosário

- Datos: Q1952579